# Čirčik
Čirčik (uzbecky Chirchiq) je řeka v Taškentském vilajátu v Uzbekistánu. Její délka činí 155 km. Povodí má rozlohu 14 900 km².

## Průběh toku
Vzniká soutokem řek Čatkal a Pskem. Na horním toku v délce asi 30 km teče kaňonem. Níže se dolina rozšiřuje a je málo výrazná. Je pravým přítokem Syrdarji.

## Vodní režim
Zdroj vody je smíšený s převahou sněhového. Průměrný dlouhodobý průtok je 221 m³/s pod soutokem řek Čatkal a Pskem. Ledy se na řece objevují od listopadu do března.

## Využití
Na řece byla vybudována Čarvacká hydroelektrárna. Nad hrází Gazalkentské přehrady je z Čirčiku odveden doprava náhon k Čirčik-Bozsujské kaskádě hydroelektráren s průměrným průtokem 183 m³/s. Na hrází Troické přehrady je odveden doleva kanál Karasu (47 m³/s). Níže jsou z řeky napájeny ještě další kanály. V údolí řeky leží města Gazalkent, Čirčik a Taškent.